# Baróti Keserű család

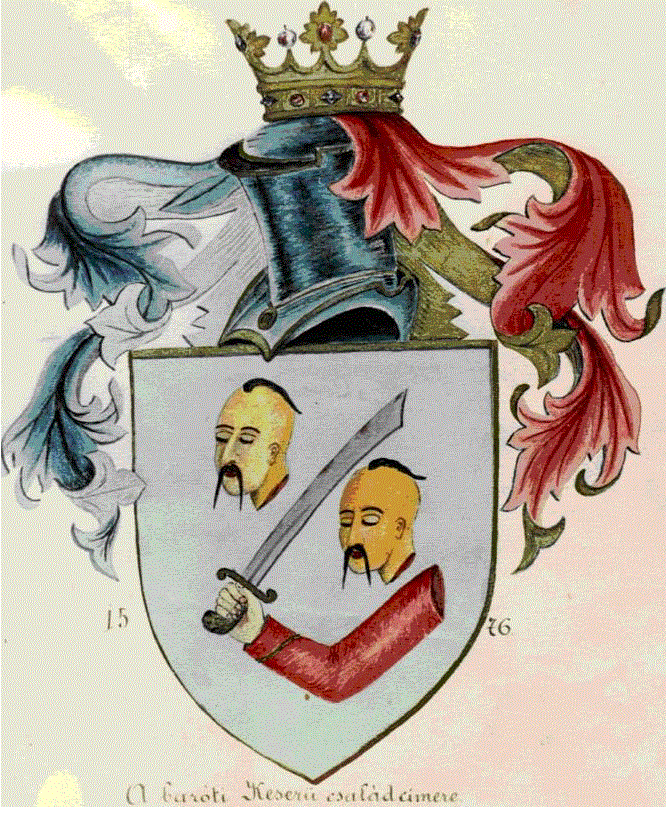
Baróti Keserű család címere. Másolat a címerről.

Az Erdővidék központjának (Miklósvárszék) számító Baróton már a legkorábbi összeírásokban szerepelnek Keserűek. A fejedelmek által elrendelt katonai összeírások, lustrák, tanusága szerint a baróti Keserűek a lovas, lófő, katonai rendbe tartoztak. Az 1602. augusztus 1-én Giorgio Basta által császári hűségre esketett barótiak között fordul elő Keserű János lófő.
A századok folyamán más térségekbe is kerültek el Keserűek a megélhetés biztosítása érdekében. Így élnek a szilágysági Nagyfaluban, a sepsiszéki Uzonban, illetve a kézdiszéki Lemhényben, valamint Budapesten is. A XVIII. század közepén Hunyad vármegyébe került ág férfi ágon kihalt a XIX. század végén.

## A „Keserű”-családnév eredete
A családnevek kialakulásának és használatának kora a 13.-14. századra tehető. A nemesek az 1200-as évek elején, míg a polgárok, jobbágyok az 1300-as évek vége felé kezdenek családnévvel is rendelkezni. A rögzített családnevek előtt az emberek a félreértések elkerülése végett ragadványnevekkel illették egymást. Ezek a ragadványnevek kifejezték az illető személyre leginkább jellemző tulajdonságokat. Báró Apor Péter (1676-1752) is így vall a családnevekről Onographia című versében:
„Mások neveztettek az jó életekről,
Jó viselésekről, vagy rossz erkölcsekről,
Szegénység, gazdagság s más tehetségekről,
Serény avagy tunya cselekedetekről.
Ilyen Torma, Keserű, Jobbágy, Bíró nevek,
Szénás, Buzás, Vetési, Köblös, Kenderesek,
Bornemissza, Keresztes s az Lázár nemzetek,
Sok jó Gazdák, Szőllősi, Both, Tompa egyebek.”
Oklevelekben az első Keserűnek mondott, említett (dictus-név) személy 1364-ben tűnik fel. Legvalószínűbb jelentése a jellemnevek sorában keresendő. A keserű, kesserű, keserő, kesserő névváltozatok mind keserű, gyötrődő természetű, elkeseredett jelentést hordoznak. Másik lehetséges eredete ezen családnévnek a helynevek között található. A Bihar megyei Érmelléken található Érkeserű (Cheşereu) nevű helység. Ha figyelembe vesszük a székelység Bihar vármegyei szállásterületének tényét a jelenlegi területekre való költözés előtt, akkor számításba jöhet ez a névmagyarázat is.

## A család székely, illetve magyar nemessége

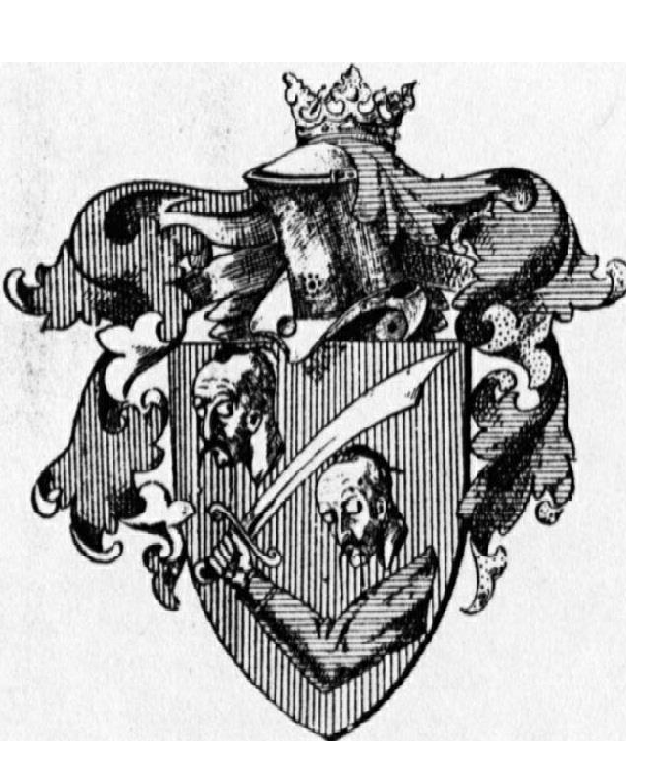
A Keöpeczi Sebestyén József által metszett címer

A jogok és kötelezettségek mértékének különböző volta a rendiség megjelenését idézte elő. Történeti szemszögből kétfajta nemest különböztethetünk meg:
1. Honalapító nemesség (nemessége származáson, születésen alapult)
2. Középkori nemesség (földbirtok adományozáson alapult, ezek lettek a birtokadományos nemesek – donátios)
A szabad birtokok megszűnte után a király kiváltságlevél útján adományozott nemességet, amely rendszerint címert is magába foglalt (címerleveles nemesek – armalistae, nobiles armales). „A birtokadományozás a király elhatározása alapján, illetve egyes személyek kérelmére történt. Egy éven belül az adományost bevezették, beiktatták a birtokába (introductio). A beiktatást a király személyes kiküldöttje (homo regius) végezte el (lehetett megyebeli birtokos vagy nem birtokos nemes is Erdélyben) az adományozott birtokhoz legközelebb lévő hiteleshely, káptalan, konvent képviselőjének jelenlétében. A címereslevél által történt nemesítés esetében azt egy éven belül ki kellett hirdetni annak a megyének a közgyűlésén, ahol a nemes lakott, így szerezvén érvényességet a nemesítésnek.” A XVIII. században a Habsburg uralkodók megyei bizottságokat állítanak fel (1723, 1732, 1754-55) az egész országra kiterjedően. A bizottságok feladata volt az általános nemesi vizsgálat lefolytatása, annak érdekében, hogy a nemesség címén senki ne vonhassa ki magát az adófizetés alól. A nemességigazoló pereket (processus legitimatorius vagy productionalis) a megyei tiszti ügyész indította, de az elismertető is indíthatta az ügyész ellen. A költségeket azonban mindkét esetben az igazoltatott nemes viselte. „Mária Terézia törvénytelen pátenssel 1763-ban eltörölte a székelyek tömeges nemességét s kiváltságos nemesnek csak azt ismerte el (akár ősi jogon, akár címeres nemeslevél alapján volt nemes), kinek legalább két jobbágya volt a közterhek hordozására s ugyanakkor állította föl a székely huszár- és gyalogezredeket s a székelység szegényebb részére a katonakötelezettség kényszerét.” A székely családok nemesítése többféle oklevéllel történhetett. Származásukat tekintve lehetnek külföldi-, illetve belföldi oklevelek. A belföldi oklevelek következőképpen osztályozhatók:
A. Székely nemesi rendi oklevelek: primori (főnemesi) oklevél, lófői oklevél és
nemesi (gyalogrendi) oklevél.
B. Magyar nemesi rendi oklevelek: grófi oklevél, bárói oklevél és nemesi oklevél.
C. Erdélyi nemesi rendi oklevelek: grófi oklevél, bárói oklevél és nemesi oklevél
(ide tartozik a baróti Keserű család oklevele is).

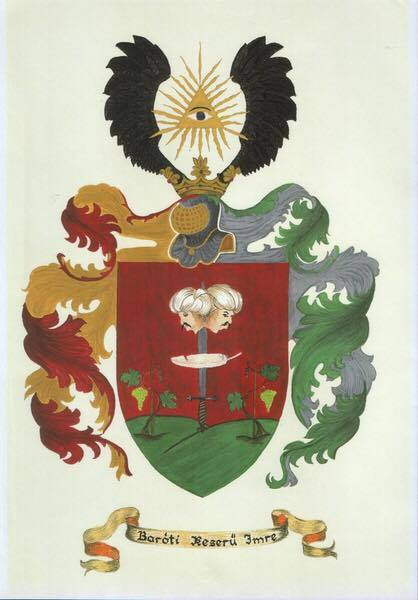
1749. április 21-én baróti Keserű Imre egy újabb címereslevelet kap, amit Mária Terézia királynő bocsátott ki Bécsben

„A magyar, illetve az erdélyi nemesség […] a székely nemesség körén belül nem
jelentett rangemelést és nem volt hatással az adományosok és ivadékaik székely rendi
állásának alakulására. […] Azok a székely családok, melyek magyar, illetve erdélyi grófi,
bárói vagy nemesi oklevelet kaptak, ősi székely nemességük mellett a magyar, illetve
erdélyi nemességnek külön is tagjaivá lettek.”
A család címeres oklevélszerzését a következő hadiesemény tette indokolttá. 1575. július 9-én, a Maros folyó melletti Kerelőszentpálnál Báthory István legyőzi Bekes Gáspárt. A vajda csapatában harcolt baróti Keserű másképp Székely Péter. Rendkívüli hadi szolgálatai elismeréseként nemességet és címert nyert. A címereslevelet Báthory István erdélyi fejedelem Varsóban bocsátotta ki, 1576. június 23-án, lengyel királyi uralkodásának első évében. A címer reneszánsz stílusban készült. A pajzsmező színe kék, ami a tisztaság, ártatlanság és szentség színe. 1749. április 21-én baróti Keserű Imre egy újabb címereslevelet kap, amit Mária Terézia királynő bocsátott ki Bécsben. Ebben az oklevélben a pajzsmező színe piros (a katonai bátorság jelképe). 1792. június 26-án a marosvásárhelyi Királyi Tábla kikiáltotta a nemességigazolási ítéletet, amely törvényesnek, hitelesnek ismerte el a nemesi oklevelet. 1792. június 30-án az ítéletet megerősítették I. Ferenc uralkodó nevében. A Keserű családot Keserű Ferenc képviselte a miklósvárszéki Barótról. 1884. augusztus 29-én a kolozsvári Ferencz József Tudományegyetemen dr. Jeney Victor egyetemi segédtanár, Juhász Sándor egyetemi jegyző és Keserű Mózsa postamester lefordítják a latin nyelvű oklevelet magyar nyelvre. 1904. augusztus 29-én a nyárádszeredai Keserű Béla a fordítást a Keserű családfával (ezt is Keserű Béla készíti el) egyetemben az Erdélyi Országos Múzeum kézirattárába helyezi el.

## A család közéleti személyiségei
Az évszázadok során a gazdálkodói életvitel mellett az értelmiségi pályára is kerültek a család egyes tagjai. A választott működési terület, többségében a papi hivatást
jelentette, de a jogot, a pénzügyeket, az irodalomtörténetet és a pedagógiát is művelték,
illetve művelik:
1. Keserű György (1716, Barót-1761, Nagyvárad) nagyváradi kanonok, Közép-Szolnok-i főesperes, bihari apát, fővikárius, apostoli protonotárius.
2. Keserű Ferenc (?, Barót-1809, Esztelnek): székelyvéckei, nyújtódi és esztelneki római katolikus pap
3. Keserű Imre (1720, Barót-1786 után, Déva): dévai postamester
4. Keserű Antal (?, Déva-1807 után, Déva): Zaránd vármegye főszolgabírája, majd Hunyad vármegye főjegyzője
5. Keserű Sándor (1809 k., Déva-1886, Medgyes): Szászvárosszék főjegyzője, ügyvéd
6. Keserű Ferenc (?, Déva-?, Déva): Hunyad vármegye pénztárnoka
7. Keserű Mózes (1801,Barót–1874,Kolozsvár): gyulafehérvári lector kanonok, kolozsmonostori apát, arbei címzetes püspök, királyi tanácsos, erdelyi római katólikus      igazgató, tanácsi előadó  
8. Keserű József (1842,Barót–1889, Marosvásárhely): gyulafehérvári, majd a marosvásárhelyi római katolikus gimnáziumok tanára, utóbbi igazgatója
9. Vitéz Keserű Mózes ( ?, Barót - ?, Barót ) - baróti kereskedő, nemes, Vitéz nagybányai Horthy Miklós által kitüntetve és a Vitézi rend tagjává avattatva hősies cselekedeteiért és a nemzet iránti hűségéért. 